# Kevin Dunn (duchowny)
Kevin John Dunn (ur. 9 lipca 1950 w Clayton, zm. 1 marca 2008 w Newcastle upon Tyne) – brytyjski duchowny katolicki, biskup Hexham i Newcastle w latach 2004-2008.

## Życiorys
Święcenia kapłańskie przyjął 17 stycznia 1976 i został inkardynowany do archidiecezji Birmingham. Był m.in. duszpasterzem wspólnoty karaibskiej w Birmingham, wikariuszem biskupim ds. zakonów oraz wikariuszem dla zachodniego rejonu archidiecezji.
26 marca 2004 papież Jan Paweł II mianował go biskupem Hexham i Newcastle. Sakry biskupiej udzielił mu 25 maja tegoż roku jego poprzednik, bp Michael Griffiths.
Zmarł w szpitalu w Newcastle 1 marca 2008.